# Oratemnus yodai
Oratemnus yodai är en spindeldjursart som beskrevs av Kuniyasu Morikawa 1968. Oratemnus yodai ingår i släktet Oratemnus och familjen Atemnidae. Inga underarter finns listade i Catalogue of Life.